# Hela Msaad
Hela Msaad (arabe : هالة مساعد), née le 9 août 1979 à Mahdia, est une handballeuse tunisienne évoluant au poste d'ailière droite.

## Palmarès

### En équipe nationale
Championnats d'Afrique des nations
- 3e place au championnat d'Afrique des nations 2000
- 3e place au .championnat d'Afrique des nations  2002
- 4e place au championnat d'Afrique des nations 2004
- Finaliste au championnat d'Afrique des nations 2006
- 4e place au championnat d'Afrique des nations 2008
- Finaliste au Championnat d'Afrique des nations 2010
- finaliste au championnat d'Afrique des nations 2012[2]

Championnats du monde
- 19e place au championnat du monde 2001
- 18e place au championnat du monde 2003
- 15e place au championnat du monde 2007
- 14e place au championnat du monde 2009[1]

### Distinctions individuelles
- Élue dans l'équipe type du championnat d'Afrique des nations 2008